# تشغادون (مقاطعة دورود)
تشغادون (بالفارسية: چغادون) هي قرية تقع في قسم حشمت‌آباد الريفي (مقاطعة دورود) في إيران. يقدر عدد سكانها بـ 872 نسمة بحسب إحصاء 2016.